# Cercyon granarius
Cercyon granarius är en skalbaggsart som beskrevs av Wilhelm Ferdinand Erichson 1837. Cercyon granarius ingår i släktet Cercyon och familjen palpbaggar. Arten har ej påträffats i Sverige. Inga underarter finns listade i Catalogue of Life.